# Domaine effectif
Pour les articles homonymes, voir Domaine#Mathématiques.
En mathématiques, et plus précisément en analyse convexe, le domaine effectif d'une fonction à valeurs dans la droite réelle achevée {\displaystyle {\bar {\mathbb {R} }}} est l'ensemble des points où elle ne prend pas la valeur {\displaystyle +\infty }.

## Définition
Le domaine effectif (ou simplement domaine) d'une fonction {\displaystyle f:\mathbb {E} \to {\bar {\mathbb {R} }}:=\mathbb {R} \cup \{-\infty ,+\infty \}}, définie sur un ensemble {\displaystyle \mathbb {E} }, est l'ensemble des points où elle ne prend pas la valeur {\displaystyle +\infty } (elle peut y prendre la valeur {\displaystyle -\infty } cependant). On le note le plus souvent
{\displaystyle \operatorname {dom} \,f:=\{x\in \mathbb {E} :f(x)<+\infty \}.}
On accepte que {\displaystyle f} prenne la valeur {\displaystyle -\infty } sur son domaine pour que celui-ci soit convexe lorsque {\displaystyle f} est convexe.

## Propriété
Domaine d'une fonction convexe — Soient {\displaystyle \mathbb {E} } un espace vectoriel et {\displaystyle f:\mathbb {E} \to {\bar {\mathbb {R} }}} une fonction convexe. Alors le domaine de {\displaystyle f} est convexe.
On notera cependant que le domaine d'une fonction convexe fermée n'est pas nécessairement fermé. Par exemple la fonction log-barrière
{\displaystyle \operatorname {l\!b} :x\in \mathbb {R} \mapsto \operatorname {l\!b} (x)=\left\{{\begin{array}{ll}-\log x&{\mbox{si}}~x>0\\+\infty &{\mbox{sinon.}}\end{array}}\right.}
est convexe fermée, mais son domaine effectif {\displaystyle \mathbb {R} _{++}} n'est pas fermé dans {\displaystyle \mathbb {R} }.